# Blanco de tiro

Blanco para disparar con fusil desde 300 metros.

En su acepción más general, blanco, diana,o hito, es un objeto animado o inanimado al que se desea alcanzar con un proyectil, cuando se hace fuego dirigiendo hacia él la puntería. Si se le «hiere», se dice que «se ha dado en el blanco» o «que se ha hecho blanco».
Los blancos de tiro suelen ser redondos y con colores rojos, negros y blancos
El sitio del blanco, tocado por el proyectil, recibe el nombre de «impacto», o «punto de impacto».
Punto en blanco es el de intersección de la trayectoria con la línea de tiro, cuando se punta con la línea de mira natural, y la distancia que separa este punto de la boca del arma, origen de la trayectoria, es lo que se llama alcance de punto en blanco. En el fusil Mauser esta distancia es de 300 m.
En la instrucción práctica de tiro se denominan también blancos los objetos que se colocan en los campos de tiro para que sobre ellos se dirija la puntería, supliendo así la falta de blancos reales.

## Formas, tamaños y tipos

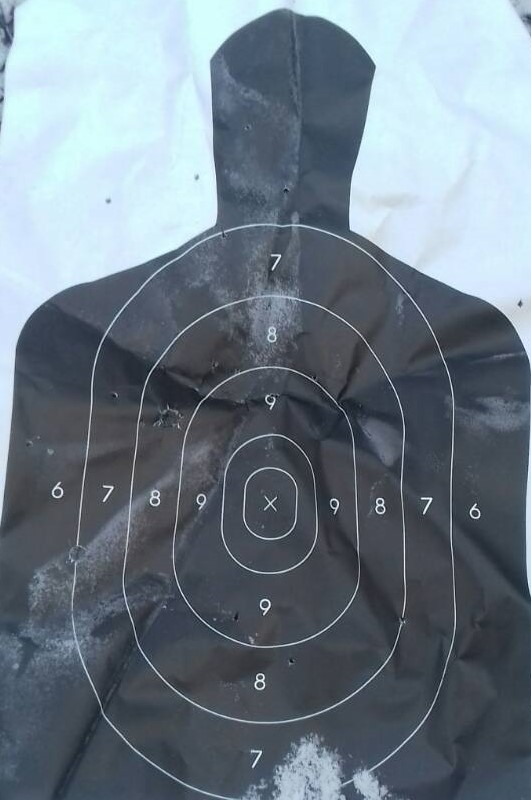
Blanco de papel

La forma y dimensiones del blanco han de apropiadas a la clase y objeto del tiro. Así, cuando éste es rasante (fusil, cañón)y no tiene un objeto especial, el blanco es uno o varios bastidores que constituyen en resumen planos verticales. 
En el tiro de los antiguos morteros lisos era un círculo de gran diámetro marcado en el suelo mediante banderas.
Cuando se trata de apreciar el efecto del tiro de shrapnel por grandes ángulos, se usan figuras de bulto, que pueden ser de madera o con tubos cilíndricos de lona o de cartón, sostenidos por un jalón clavado en el suelo.
El blanco más generalmente usado en el tiro de las armas portátiles consiste en un rectángulo de tela o de papel blanco, sujeto a un bastidor de hierro con dos pies derechos que se clavan en el suelo. En su centro lleva un disco pintado de negro que recibe el nombre de diana y sirve para marcar de un modo bien visible el sitio adonde se debe dirigir la puntería.
Blancos de anillos o de zonasse emplean en la instrucción metódica del tiro. Están divididos por medio de circunferencias concéntricas en coronas circulares que se numeran de mayor a menor alrededor de la diana. Son muy usados en los concursos de tiro por lo que se prestan bien para contrastar la habilidad y destreza de los tiradores.
Blancos de fajasson de forma rectangular, de 1,70 m de altura, y están divididos en fajas verticales de 40 cm de anchura, alternativamente blancas y negras. Se emplean en casi todas las fuerzas armadas y policiales, en los comienzos de la instrucción del tiro, a distancias cortas (c. 200 m).
Blancos de señalconsisten en una plancha de hierro, cuadrada o circular, que lleva un botón en el centro o diana. Al chocar con él la bala pone en acción un resorte y se levanta una bandera u otra figura cualquiera, que indica que se ha hecho blanco. Sirven solo para el tiro de pistola o de revólver, pues no ofrecen bastante resistencia a las balas de carabina o de fusil.:
Blanco automático eléctricoestá compuesto de varias planchas gruesas de acero, que en conjunto constituyen un blanco circular con una diana y diversas zonas, o bien completan la silueta de un hombre en pie. Estas planchas están aisladas entre sí, pero comunican con una serie de timbres, de tonos distintos, o con un cuadro indicador de llamada. Al chocar el proyectil con una plancha la obliga a ceder hacia atrás, cerrando de este modo el circuito, que hace sonar el timbre correspondiente, cuyo tono indica al tirador la parte del blanco que ha sido alcanzada, en el caso de que no exista cuadro indicador. Las ventajas de este blanco más completas frente al anterior y de permitir continuar el fuego sin interrupción y sin necesidad de personal que preparen el blanco después de haber sido tocado, porque la plancha, después de haber cerrado el circuito vuelve automáticamente a su posición normal.
Blanco de correderase utiliza a menudo en los estands de los clubes de tiro. Se compone de dos blancos ordinarios de zonas, unidos por medio de cuerdas o cadenas y que resbalan a corredera sobre una guía, de manera que cuando el primero aparece, visible para los tiradores, el otro ha descendido al foso donde están los marcadores, quienes pueden entonces reparar las averías que en él se hayan producido, sin que sea preciso para ello interrumpir la tirada.
Blanco de jabalíes un blanco móvil de cartón, recortado de manera que presenta la silueta de un jabalí, vista de costado. El blanco va montado sobre un carrito, que atraviesa, descendiendo sobre un plano inclinado, la galería de tiro, desde donde se hace fuego con balas a 40 m de distancia.
Blanco de pichón artificial o ball-trap.
Los blancos descritos hasta ahora son exclusivamente para armas portátiles.; los que siguen pueden emplearse indistintamente en los ejercicios de tiro con aquellas armas o con la artillería.
Blancos de siluetarepresentan sobre cartón o madera la superficie vulnerable de un soldado de infantería de talla media (1,70 m) de pie, rodilla en tierra o echado. O bien la de uno de caballería visto de frente, de costado o en oblicua (2,40 m de altura), o la de una pieza o carro en batería, de una pieza enganchada, etc. Agrupando estos blancos elementales se pueden representar todo tipo de blancos colectivos. Una variedad de estos blancos son los de silueta articulada, que representan la figura de un soldado de infantería de pie. Están formados por dos mitades simétricas, cada una de las cuales gira alrededor de un eje situado en su base, estando ambas unidas por una clavija que se introduce entre dos listones que forman una especie de grapa, abierta por detrás. Las dos mitades deben ajustar perfectamente para que el blanco se sostenga vertical, y tan pronto como un proyectil choca con una de las dos mitades, éstas se desunen, se desprende la clavija y, quedando sueltas aquellas, giran sobre sus charnelas y caen a tierra. Este modelo de blanco, aunque ingenioso, resulta poco práctico.
Blanco de caída automáticamás sencillo y seguro que el anterior. Es de tabla como el de silueta articulada. En su parte alta lleva dos cáncamos, por los que pasa a manera de cerrojo una aguja de alambre grueso, a cuyo ojal va atado un hilo, que por el otro extremo se une a una pesa de plomo, sostenida sobre un apoyo de madera. En el extremo de la aguja que sobresale por encima de los cáncamos se sujetan las anillas de los vientos que sirven para sostener en pie la silueta. Cuando el proyectil choca contra ésta despide la pesa de plomo, que al caer arrastra consigo la aguja y, quedando sueltos los vientos que sostenían el tablero, cae éste al suelo.
Blanco de eclipsesu objeto es figurar la repentina aparición del enemigo en un lugar determinado. Entre la multitud de blancos de este género que se ha ideado uno de los más sencillos es el de charnela. Consiste en un bastidor rectangular de madera, giratorio alrededor de su lado superior, sobre el cual se clavan las siluetas necesarias de la clase que se desee. Dos gruesos estacones clavados en el suelo los sostiene gracias a los cojinetes que sirven al mismo tiempo para el giro del bastidor. Mientras el blanco debe permanecer oculto, aquel se sostiene en posición horizontal, apoyado sobre un piquete ligero clavado en el suelo; y cuando debe hacer su aparición se tira desde su sitio resguardado por una cuerda, que al derribar este apoyo deja libre el movimiento del bastidor, que tiende naturalmente a tomar la posición vertical. Este blanco tiene el inconveniente de que no se puede repetir su aparición en el curso de un mismo ejercicio. El giro de este blanco se obtiene mediante un contrapeso que se mueve dentro de una pequeña zanja abierta en el suelo. Una cuerda atada al contrapeso y que pasa por la garganta de una polea clavada a conveniente distancia en el terreno, permite colocar el blanco horizontal , y oculto, por consiguiente, a la vista de los tiradores. Cuando se quiere que aparezca  basta aflojar la cuerda y por la acción del contrapeso toma aquel inmediatamente la posición vertical, que le hace visible en el momento oportuno.

En el blanco de eclipse de cortina varios telones, en los que se pintan las siluetas que se deseen, cuelgan de una cuerda fija por un extremo a un piquete, pasa por la garganta de una polea, sujeta a otro piquete. Las bases de los telones están a su vez sujetas a otra cuerda, tendida en el suelo entre los pies de los piquetes. Tirando de la cuerda alta aparecen los blancos en el momento oportuno a la vista de los tiradores, y si se quiere que desaparezcan  se afloja la cuerda y caen al suelo, dejando de verse instantáneamente.
Blancos móvilessirven para simular el movimiento de fracciones de tropas enemigas. Casi todo los que se emplean en los polígonos de tiro de artillería se reducen en esencia a un trineo, sobre el cual se establecen las siluetas. Es arrastrado en la dirección que se quiera mediante un cable. La tracción puede hacerse a mano, con un cabrestante, o bien enganchando el extremo del cable a un armón, arrastrado por un tiro de caballos. En este último caso, si el movimiento del blanco ha de efectuarse aproximándolo o alejándolo de la batería de artillería, es necesario desviar el cable en ángulo recto a un costado mediante una polea fija en el suelo, para que no corran peligro el tiro de caballos y sus conductores.
Blanco flotantese emplea en los ejercicios de tiro de la artillería de la marina, y consiste en una baliza o lanchón, sobre el que se levantan uno o dos palos, unidos entre sí y con los costados unidos por medio de vientos, que se cubren de banderas para hacer bien visible desde las baterías o buques que hagan fuego.

Este blanco se remolca hasta llegar a la distancia que se desee, fondeándolo allí con un ancla, o dejándolo a la deriva si así se prefiere.
Para el tiro con arco se utilizan los siguientes:
Blanco francés: consiste en un marco de madera o de fábrica, relleno de haces de paja muy apretados y acondicionados de manera que presenten al exterior una superficie plana. Sobre ella se coloca un cartón de normalmente 75 cm de largo por 60 de ancho, en el que hay trazados dos círculos concéntricos: uno de color negro, de 40 cm de diámetro, y rojo el otro, de 15 cm, en cuyo interior hay un círculo negro de 3 a 5 cm, y una diana blanca de 1 cm de diámetro. Únicamente se cuentan como blanco las flechas que caen dentro del círculo exterior negro.
Blanco inglés: es un disco de 1,20 m de diámetro, formado por un haz de paja, enrollado varias veces sobre sí mismo y envuelto en lona. Lleva en su interior un círculo dorado de 12 cm de diámetro y está dividido en anillos de 12 cm pintados de diversos colores. Este blanco es de menor duración que el francés, pero presenta sobre aquel la ventaja de ser portátil y poderse instalar en casi cualquier sitio. Como el arquero después de disparar ha de ir a recoger su flecha, desde la más remota Antigüedad se ha han establecido dos blancos, uno enfrente del otro, con el fin de ahorrar idas y venidas inútiles; de esta manera cuando el tirador recoge la flecha disparada está en condiciones de dispararla de nuevo sin moverse de su sitio.

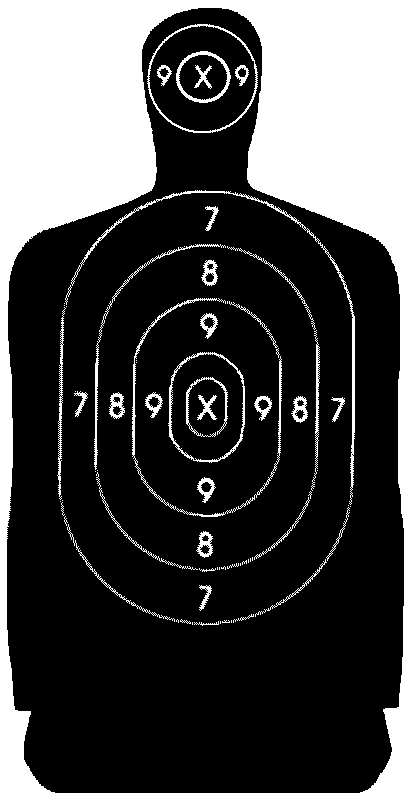
Blanco con forma de silueta humana.
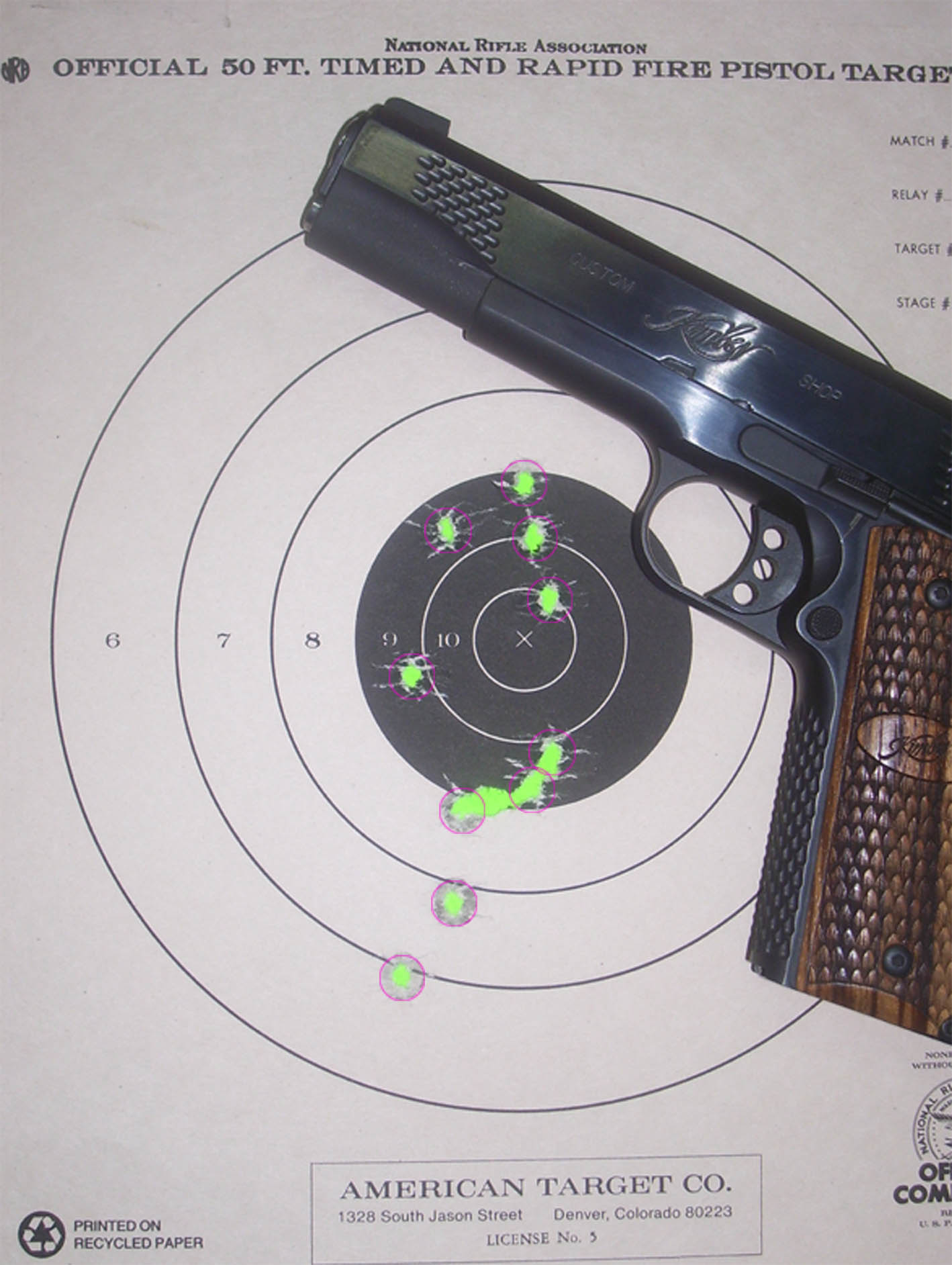
Blanco de papel para pistola.
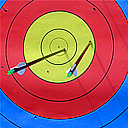
Blanco para el tiro con arco.